# De Nieuwe Groep
De Nieuwe Groep is een Twents kunstenaarscollectief dat in 1945 in Goor werd opgericht. Vooral kunstschilders maakten deel uit van het collectief.

## Geschiedenis
Vanaf 1918 kwam de kunstschilder/tekenonderwijzer Bert Henri Bolink met een aantal van zijn leerlingen en liefhebbers bij elkaar in een lokaal van de HBS te Enschede om te tekenen naar model. Deze groep werd bekend onder de naam Tekenclub of Kunstclub.
Waar de Tekenclub geen enkele status had in Twente stond deze wel aan de wieg van de Twentsche Kunstkring (1934). Bekende leden van de Twentsche Kunstkring zijn Bert Henri Bolink, Kees Broerse, Gerard C. Krol, Jan Broeze, Evert Rabbers, Pieter Arie Nijgh en Ina Scholten-van Heek. De Twentsche Kunstkring slaagde er echter niet in jonge kunstenaars aan zich te binden, ze stond bij de jongeren bekend als ‘behoudzuchtige en dictatoriaal geregeerde club’ zoals Riemko Holtrop dat jaren later formuleerde. In de loop van de jaren 60 verdween de Twentsche Kunstkring uit beeld.
Al in de oorlogsjaren veranderde het klimaat op velerlei fronten. In het gebied rondom Markelo kwamen onderduikers met artistieke ambities rondom de familie Haanstra bij elkaar. Al spoedig ontstond het plan een groep op te richten, een groep ‘modernen’.
Onder leiding van Folkert Haanstra sr. werd tijdens een vergadering in zijn atelier aan de Iependijk in Goor op 12 december 1945 De Nieuwe Groep opgericht, met Haanstra sr. als voorzitter en Wim ten Broek als secretaris. De Nieuwe Groep speelde een rol in de doorbraak van de moderne kunst in Twente.

## Uitgangspunten
In het Huishoudelijk Reglement van De Nieuwe Groep is in artikel 2 het volgende uitgangspunt beschreven:
Art. 2: De Vereeniging stelt zich ten doel in het oosten van ons land belangstelling te wekken voor de moderne schilder- en beeldhouwkunst en het bevorderen der idëeele en materieele belangen der leden.

## Invloed
Met deze uitgangspunten wilde De Nieuwe Groep een gunstig klimaat voor de eigentijdse kunst in Oost-Nederland mogelijk maken. Het is in eerste instantie een tentoonstellingsvereniging. Van een eigen groepsidentiteit met manifesten is niet direct sprake.  
Wel kan De Nieuwe Groep terecht de activerende stoottroep worden genoemd die het oostelijk grensgebied toegankelijk heeft gemaakt voor de nieuwe verworvenheden in de kunst. Daarmee is in die bewogen naoorlogse jaren niet alleen de basis gelegd voor erkenning van jonge, eigentijdse kunst en kunstenaars, maar ook voor de verschillende artistieke en culturele activiteiten die we nu kennen.   

## Overzicht van kunstenaars van De Nieuwe Groep
Bij de oprichtingsvergadering van De Nieuwe Groep (12-12-1945) in het atelier van Folkert Haanstra  was het hele genootschap van kunstschilders Goor-Markelo aanwezig:
- Ben Akkerman (1920-2010),
- Wim ten Broek (1905-1993),
- Jan Broeze (1896-1983),
- Bas Kleingeld (1910-1994),
- Folkert Haanstra sr. (1884-1966),
- Folkert Haanstra jr. (1920-1985),
- Johan Haanstra (1914-1991),
- Riemko Holtrop (1914-1996).

Later werden nog enige leden in De Nieuwe Groep opgenomen: 
- Jan Brugge (1918-2000),
- Hubert van Hille (1903-1983),
- Henk Lamm (1908-1957),
- Jan Schoenaker (1923-2017).

## Tentoonstellingen
- 1945	Noodrestaurant Hengelo
- 1946  Electra Hengelo
- 1946	Zutphen
- 1946	Goor
- 1947 	Zutphen
- 1949	Zwolle
- 1949	Vondelparkpaviljoen ICC Amsterdam
- 1950 	Frans Hals museum Haarlem
- 1970	Rijksmuseum Twente Enschede
- 2016	HeArtGallery Hengelo
- 2021  28-11-'21 t/m 23-01-'22, "De Haanstra's", Kunsthal Hof 88 Almelo, overzichtstentoonstelling